# 북아프리카 전역 연표
북아프리카 전역의 연표이다.

## 1940년
- 9월 13일: 이탈리아군이 리비아에서 이집트로 침공 개시하다.
- 9월 16일: 이탈리아군이 시디 바라니 동쪽에 방어선을 구축하다.
- 12월 9일: 컴파스 작전이 시작되다.
- 12월 16일: 살룸(Salum)이 영국군에 점령되다.

## 1941년
- 1월 5일: 영국 및 오스트레일리아가 바르디아를 점령하다.
- 1월 22일: 영국 및 오스트레일리아가 토브룩을 점령하다.
- 2월 5일: 영국이 베다 폼을 점령하다.
- 2월 9일: 이탈리아군이 엘 아게일라로 철수하다.
- 2월 12일 : 독일 아프리카 군단의 군단장으로 임명된 에르빈 롬멜이 트리폴리로 부임하다.
- 2월 14일 : 독일 5 경기갑사단 선발대가 트리폴리에 상륙하다.
- 3월 24일 : 독일군이 반격을 시작하여 엘 아게일라에서 연합군을 패배시키다.
- 3월 30일 : 메사 브레가에서 독일군이 영국군을 상대로 공격을 개시했고, 다음 날 영국군은 이집트로 철수를 시작하다.
- 4월 3일: 추축군이 벵가지를 점령하다.
- 4월 10일: 토브룩 공방전이 시작되다.
- 5월 15일 : 영국군의 브레비티 작전이 시작되다.
- 6월 15일 : 영국군이 배틀엑스 작전을 개시하다.
- 6월 22일 : 영국 중동파견군 사령관 아치볼드 웨이벌 대장이 해임되고, 클로드 오킨렉 대장이 신임 사령관으로 임명되다.
- 8월 15일: 독일 아프리카 기갑집단이 창설되고 에르빈 롬멜이 지휘하게 되다.
- 10월 1일: 5경기갑사단이 21기갑사단으로 개명되다.
- 11월 18일: 클로드 오킨렉이 크루세이더 작전을 발동하여 독일군에 반격을 시작하다.
- 12월 7일: 토브룩이 영국 8 군에 의해 구출되다.
- 12월 25일: 아게다비아가 연합군에 점령되다.
- 12월 31일: 전선이 다시 엘 아게일라(El Agheila)에서 형성되다.

## 1942년
- 1월 21일: 롬멜의 2차 공세가 개시되다.
- 1월 23일: 아게다비아가 추축군에 점령되다.
- 1월 29일: 벵가지가 추축군에 점령되다.
- 2월 4일: 최전선이 가잘라와 비르 하케임 사이에서 형성되다.
- 5월 26일: 추축군이 가잘라 방어선을 향해 공격을 시작하다.
- 6월 11일: 추축군이 토브룩으로 진격하기 시작하다.
- 6월 21일: 토브룩이 추축군에 점령되다.
- 6월 30일: 추축군이 엘 알라메인에 도착하다.
- 11월 5일: 2차 엘 알라메인 전투로 엘 알라메인의 추축군 방어선이 뚫리고, 추축군은 후퇴를 시작하다.
- 11월 8일 : 드와이트 아이젠하워 장군이 지휘하는 횃불 작전이 개시되다.
- 11월 9일: 시디 바라니가 연합군에 점령되다.
- 11월 11일: 토브룩이 다시 연합군에 점령되다.
- 11월 17일: 영국군이 시도한 롬멜 납치 작전이 실패로 돌아가다.
- 11월 20일: 벵가지가 연합군에 점령되다.
- 12월 25일: 시르테가 연합군에 점령되다.

## 1943년
- 1월 23일: 트리폴리가 영국 8군에 점령되다.
- 2월 4일: 리비아의 추축군이 튀니지 국경으로 철수하기 시작하다.
- 2월 19일: 카세린 협곡 전투에서 미국이 추축군에 대패해다.
- 3월 21일: 버나드 몽고메리가 퓨절리스트 작전을 발동하다.
- 5월 7일: 영국군이 튀니스에 입성하고, 미국군은 비제르테에 입성하다.
- 5월 13일: 북아프리카의 추축국 사령관 한스위르겐 폰 아르님이 튀니지에서 항복하다.

## 같이 보기
- 횃불 작전

## 참고 문헌
- 영어판 위키피디어의 참고 자료
  - 서부 사막 전역 문서와 튀니지 전역 문서의 지도에서 텍스트 및 날짜를 차용했으며, 몇 가지 날짜는 다음의 서적을 참고했다.
  - Young, Peter (1973) Battles and Campaigns: The Atlas of the Second World War: 1. March of the Swastika, Orbis Publishing, London, 64 pp.
- 한국어판에서는 다음의 책을 참조했다
  - 《알기쉬운 세계 제2차대전사》